# Ratolí de Thomas de Loja i Piura
El ratolí de Thomas de Loja i Piura (Thomasomys lojapiuranus) és una espècie de mamífer rosegador de la família dels cricètids. Viu al sud de l'Equador i el nord del Perú. El seu hàbitat natural són els boscos montans humits. Es nodreix de llavors i petits invertebrats. Té una llargada de cap a gropa de 107-146 mm, la cua de 136-165 mm i un pes de 44-75 g. Fou anomenat en honor dels pobles nadius de la província equatoriana de Loja i la regió peruana de Piura.